# Кат-енд-Шут (Техас)
Кат-енд-Шут (англ. Cut and Shoot) — місто (англ. city) в США, в окрузі Монтгомері штату Техас. Населення — 1087 осіб (2020).

## Географія
Кат-енд-Шут розташований за координатами 30°20′8″ пн. ш. 95°20′42″ зх. д. / 30.33556° пн. ш. 95.34500° зх. д. (30.335475, -95.345054).  За даними Бюро перепису населення США в 2010 році місто мало площу 7,02 км², уся площа — суходіл.

## Демографія
Згідно з переписом 2010 року, у місті мешкало 1070 осіб у 371 домогосподарстві у складі 289 родин. Густота населення становила 152 особи/км².  Було 413 помешкання (59/км²).
Расовий склад населення:
| - 87,2 % — білих - 1,0 % — чорних або афроамериканців - 0,8 % — корінних американців - 0,2 % — азіатів - 0,1 % — вихідців з тихоокеанських островів - 8,2 % — осіб інших рас |

До двох чи більше рас належало 2,4 %. Частка іспаномовних становила 15,0 % від усіх жителів.
За віковим діапазоном населення розподілялося таким чином: 27,9 % — особи молодші 18 років, 60,2 % — особи у віці 18—64 років, 11,9 % — особи у віці 65 років та старші. Медіана віку мешканця становила 37,1 року. На 100 осіб жіночої статі у місті припадало 97,8 чоловіків;  на 100 жінок у віці від 18 років та старших — 99,7 чоловіків також старших 18 років.
Середній дохід на одне домашнє господарство  становив 66 823 долари США (медіана — 61 579), а середній дохід на одну сім'ю — 66 883 долари (медіана — 53 750). Медіана доходів становила 52 150 доларів для чоловіків та 32 222 долари для жінок. За межею бідності перебувало 10,7 % осіб, у тому числі 13,9 % дітей у віці до 18 років та 19,5 % осіб у віці 65 років та старших.
Цивільне працевлаштоване населення становило 615 осіб. Основні галузі зайнятості: освіта, охорона здоров'я та соціальна допомога — 15,3 %, будівництво — 13,8 %, роздрібна торгівля — 11,7 %, виробництво — 11,2 %.